# Middendorff-Laubsänger
Der Middendorff-Laubsänger (Phylloscopus plumbeitarsus) ist ein monotypischer Singvogel aus der Familie der Laubsängerartigen (Phylloscopidae). Er ist ein Brutvogel Mittel- und Ostsibiriens und eine sehr seltene herbstliche Ausnahmeerscheinung in Europa.
Der deutsche Trivialname ehrt den deutsch-baltischen Zoologen Alexander Theodor von Middendorff.
Das Artepitheton kommt aus dem Griechischen und bedeutet so viel wie „bleifarbene Fußunterseite“.

## Beschreibung

### Aussehen
Der Middendorff-Laubsänger wird ca. 10 bis 11 cm groß und hat einen kompakten Körperbau mit relativ großem Kopf. Auf der Oberseite ist er grünlich und auf der Unterseite weiß gefärbt. Er hat einen dunkel umrandeten, hellen Überaugenstreif und meist zwei dünne, deutlich abgesetzte Flügelbinden; eine liegt auf den Großen Armdecken und reicht bis zu den Schulterfedern, die andere ist deutlich kürzer und schmaler und liegt auf den Mittleren Armdecken. Der Schnabel ist oben dunkel, unten hell gefärbt.

### Ähnliche Arten
Es besteht eine große Ähnlichkeit zum Grünlaubsänger. Dieser hat jedoch nur eine Flügelbinde, die zudem kürzer und schmaler mit verwaschenerer Zeichnung ist. Außerdem ist der Middendorff-Laubsänger durchschnittlich oberseits etwas intensiver grün und unterseits reinweißer; der Augenstreif ist hinter dem Auge oft etwas dunkler und der Überaugenstreif ist etwas gelber gefärbt. Des Weiteren ist der Schnabel bei gleicher Länge etwas dicker. Es besteht allerdings bei all diesen Merkmalen eine große individuelle Varianz.
Vom Gelbbrauen-Laubsänger unterscheidet er sich durch seine bedeutendere Größe, den einheitlich hellen Unterschnabel, die einfarbigeren Schirmfedern und die deutlicheren Flügelbinden.
Im Vergleich zum Wanderlaubsänger hat er einen gedrungeneren Körperbau, einen kürzeren Schnabel und einen bis zum Schnabel reichenden Überaugenstreif (beim Wanderlaubsänger endet dieser bereits vor der Stirn).

### Stimme
Rufe und Gesang des Middendorff-Laubsängers ähneln sehr denen des Grünlaubsängers. Er ruft zweisilbig „tsi-z’li“. Die Gesangsstrophe, eine Abfolge von schnellen, scharfen Trillern, ist im Vergleich zum Grünlaubsänger oft länger, schneller, mit weniger Pausen und auf gleichbleibenderer Tonhöhe. Außerdem fehlen die beiden Anfangstöne des Grünlaubsängers.

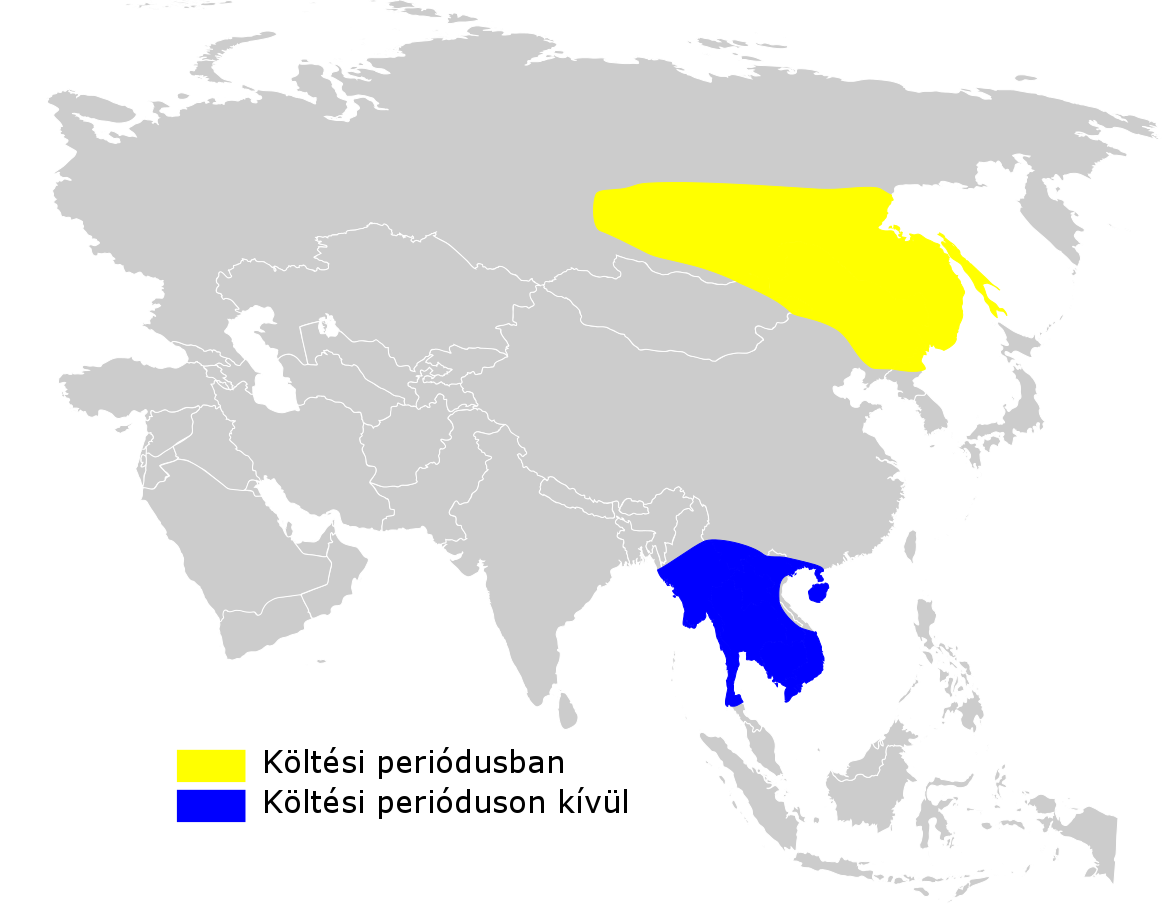
Verbreitung des Middendorff-Laubsängers:
Brutgebiete
Überwinterungsgebiete

## Vorkommen und Lebensraum
Der Middendorff-Laubsänger brütet von Zentral-Russland und der Nordost-Mongolei bis nach Ost- und Südost-Russland, Nordost-China und Nordkorea in borealem Nadelwald (Taiga). Er ist ein Zugvogel und zieht entlang der chinesischen Ostküste zur Überwinterung nach Hinterindien, wo er in verschiedenen Arten von Wäldern und Waldrändern zu finden ist.
In Europa ist die Art ein sehr seltener Herbstgast. Der deutsche Erstnachweis gelang im September 2011 auf der Nordseeinsel Mellum.

## Gefährdung
Die Art wird wegen des sehr großen Verbreitungsgebietes von etwa 6.290.000 km² in der Roten Liste der IUCN als nicht gefährdet (Least Concern) eingestuft. Die Bestände sind stabil.